# Mathias Ekberg
Lars Mathias Ekberg, född 22 september 1975 i Borås, är en svensk före detta fotbollsspelare (mittfältare).
Ekberg värvades 1998 från Mariedals IK till Norrby IF i division I. Efter två år i Norrby återvände han till Mariedal i division III, där han egentligen hade tänkt varva ner när han 2001 värvades av Gais, som just hade åkt ur Allsvenskan. Han hade dock svårt att ta en plats i ett Gais som även åkte ur Superettan, och efter säsongen gick han återigen tillbaka till Mariedal. Åren 2008–2009 var han i Skene IF, det sista året som spelande tränare.
Ekberg var en stor talang, men var ofta skadedrabbad. Efter den aktiva karriären har han bland annat arbetat som marknadsansvarig i Gais.